# تپه مجاور سفید
تپه مجاور سفید مربوط به سده‌های اولیه و میانه دوران‌های تاریخی پس از اسلام است و در شهرستان بجنورد، بخش راز و جرگلان، ضلع شمالی شهر راز واقع شده و این اثر در تاریخ ۱۸ شهریور ۱۳۸۷ با شمارهٔ ثبت ۲۳۲۷۳ به‌عنوان یکی از آثار ملی ایران به ثبت رسیده است.